# 1920 v loďstvech
Tento článek obsahuje významné události v oblasti loďstev v roce 1920.

## Lodě vstoupivší do služby
- 15. května –  HMS Hood (51) – bitevní loď třídy Admiral

- 1. srpna –  Almirante Latorre (ex HMS Canada) – bitevní loď třídy Almirante Latorre

## Lodě vystoupivší ze služby
- 16. listopadu –  Živučij – torpédoborec třídy Zavidnyj (potopen v bouři)